# 沖縄振興開発金融公庫
沖縄振興開発金融公庫（おきなわしんこうかいはつきんゆうこうこ、The Okinawa Development Finance Corporation）は、沖縄振興開発金融公庫法に基づく、内閣府・財務省所管の特殊法人・政策金融機関である。2018年現在、日本に現存する唯一の特殊法人である金融機関。

## 概要
- 本店：沖縄県那覇市おもろまち1-2-26
- 東京本部：東京都港区西新橋2-1-1
- 設立：1972年5月15日(沖縄の本土復帰に伴い設立)
- 資本金：777億円（2017年3月末現在）
- 理事長： 新垣尚之
- 役職員数：役員5人・職員212人(2017年度予算定員)

## 前身の法人・特別会計
復帰前の沖縄に存在した特殊法人や特別会計の業務を継承して発足した。
- 大衆金融公庫
- 琉球開発金融公社
- 琉球政府特別会計
  - 産業開発資金融通特別会計
  - 農林漁業資金融通特別会計
  - 住宅建設資金融通特別会計
  - 運搬船建造資金融通特別会計

## 業務内容
沖縄における産業の振興開発に寄与する事業に必要な長期資金の貸付けなどを行っている。

### 融資業務内訳
- 産業開発資金
- 中小企業等資金
- 生業資金
- 環境衛生資金
- 医療資金
- 農林漁業資金
- 住宅資金

## 日本政策金融公庫への統合
政策金融改革の動きを受け、2006年6月27日の「政策金融改革に係る制度設計」（政策金融改革推進本部決定・行政改革推進本部決定）において、2011年までは沖縄振興開発金融公庫として存続させ、それ以降は日本政策金融公庫（日本公庫）に統合することとされた。当該決定を踏まえ、簡素で効率的な政府を実現するための行政改革の推進に関する法律（平成十八年法律第四十七号）第11条第1項において、一定の期間を経過したのちに日本政策金融公庫と統合させる旨の規定がおかれた。
しかし、2012年4月に施行された「沖縄振興特別措置法等の一部を改正する法律」（平成24年法律第13号）により、新たな沖縄振興基本方針（2012年〜2021年）の期間における存続維持がなされることとなり、日本政策金融公庫に統合される時期が2022年度以降に延期された。
その後、2022年4月に施行された、「沖縄振興特別措置法等の一部を改正する法律」（令和4年法律第7号）により、新たな沖縄振興基本方針（2022年〜2031年）の期間における存続維持がなされることとなった。そのため、日本公庫との統合は早くても2032年度以降となる。（ただし、今次改正では5年以内の見直し規定が新設されたことから、仮に見直しが行われた場合には早ければ2027年度以降に統合が実現する可能性がある。）

## 支店所在地
- 中部支店：沖縄市胡屋1-12-24
- 北部支店：名護市宮里1-28-15
- 宮古支店：宮古島市平良字東仲宗根118-1
- 八重山支店：石垣市新栄町4-1